# Oktobrska diploma
Oktobrska diploma je bila ustava Avstrijskega cesarstva, ki jo je sprejel habsburški cesar Franc Jožef I. 20. oktobra 1860. Diplomo je napisal minister za notranje zadeve Agenor Gołuchowski. Cesar je z ustavo poskušal povečati moč konservativnega plemstva, tako da mu je s programom aristokratskega federalizma dal večjo oblast nad lastnimi deželami. Ta politika je bila skoraj od samega začetka neuspešna in Franc Jožef je bil prisiljen dati dodatne koncesije, objavljene v Februarskem patentu leta 1861. Zgodovinarji kljub temu neuspehu menijo, da se je z Oktobrsko diplomo začelo "ustavno" obdobje cesarstva.

## Vzroki
Leta 1860 je Francu Jožefu in avstrijskemu Habsburškemu cesarstvu grozila eksistenčna kriza. Leta 1856 se je po porazu Rusije, ključne avstrijske zaveznice, v krimski vojni začelo obdobje diplomatske izolacije. Druga vojna za italijansko neodvisnost se je končala leta 1859 z avstrijskim porazom z Napoleonom III. in Franc Jožef je bil prisiljen prepustiti Lombardijo Francozom. Te izgube so poslabšale že tako šibko stanje avstrijskega gospodarstva in razkrile slabosti cesarske birokracije. Tako liberalci kot konservativci so si po desetletju skoraj absolutistične vladavine želeli reform, medtem ko so Madžari in Čehi želeli večjo avtonomijo v svojih notranjih zadevah. 
Marca 1860 je Franc Jožef zaprosil cesarski parlament (Reichsrat), naj mu svetuje glede reform. Reichsrat, sestavljen skoraj izključno iz konservativnih aristokratov, je seveda predlagal obnovo imperija, ki bi temeljil na načelih aristokratskega federalizma. Franc Jožef je njihove nasvete ignoriral, vendar je do konca leta načela aristokratskega federalizma prevzel v svojem dokumentu. 
Realnost zunanje politike je bila tista, ki je cesarja pripeljala do tega, da je sprejel ideje konservativcev. Upal je, da bo vzpostavil sveto zavezništvo z ruskim carjem Aleksandrom II. in pruskim kraljem Viljemom I. in verjel, da bi bila močno konservativna notranja politika prednost v prihajajočih pogajanjih. Zahteval je, da se ustava napiše v enem tednu, in nakazal splošna načela dokumenta kar med zaustavitvijo vlaka na poti na konferenco. 

## Rezultati
Zgodovinar A.J.P. Taylor je Diplomo označil za zmago starega konservativnega plemstva. Habsburška vlada je bila reorganizirana na zvezni ravni, deželni zbori pa so dobili pooblastila, da skupaj s cesarjem in Državnim zborom sprejemajo zakone. V koncesijo liberalcem se je članstvo Državnega zbora povečalo za več kot sto novih članov, vendar je Diploma dopuščala, da se Državni zbor sestaja zelo redko, njegova pristojnost pa je pokrivala le del imperija. Provincialni zbori so bili polni zemljiške aristokracije, kar jim je dalo več neposredne oblasti nad lastnimi deželami. Ogrska je dobila poseben status v Državnem zboru z določbo, ki je zahtevala, da se ne-madžarski delegati sestajajo ločeno od celotnega telesa in razpravljajo samo o ne-madžarskih zadevah. Vse to je bilo še vedno daleč od želja ogrskih voditeljev po večji avtonomiji in priznanju. 
Skoraj takoj po objavi Diplome je postalo jasno, da ne bo trajala dolgo. Finance cesarstva so še naprej propadale, kar je dodatno pokazalo slabosti obstoječe uprave. Prusija in Nemška zveza sta začeli zaznavati šibkost monarhije, ki bi jo lahko izkoristili. Madžari so bili besni zaradi redkih reform, ki so jim bile dane, ruski car pa ni odobraval podelitve zvezne ustave Kraljevini Galicije in Lodomerije.
Na koncu so bili nemško govoreči liberalci tisti, ki so nazadnje izvedli spremembe. Te liberalce je sestavljalo veliko število najmočnejših državnih birokratov in so bili, čeprav so pogosto nasprotovali cesarju, zagovorniki močne centralizirane države namesto šibke federalizirane. Pod njihovim vplivom je bil cesar prisiljen decembra za državnega sekretarja imenovati liberalca Antona von Schmerlinga. Von Schmerling se je lotil prepisovanja Oktobrske diplome in februarja 1861 je cesar sprejel tako imenovani Februarski patent. 